# Cuenca del Medio Jarama
Segons la Guía de Turismo Rural y Activo, editada per la Direcció General de Turisme (Conselleria de Cultura i Turisme) de la Comunitat de Madrid, la Cuenca del Medio Jarama és una de les Comarques de la Comunitat de Madrid, banyada per les aigües del riu Jarama.

## Municipis de la comarca
La comarca està formada pels següents municipis, amb les dades de 2006.
| Municipi                 | Superfície | Població |
| ------------------------ | ---------- | -------- |
| Total comarca            | 586,20     | 91105    |
| Ajalvir                  | 19,62      | 3231     |
| Algete                   | 37,88      | 18176    |
| Camarma de Esteruelas    | 35,43      | 5317     |
| Cobeña                   | 20,84      | 4293     |
| Daganzo de Arriba        | 43,77      | 7340     |
| El Molar                 | 50,29      | 5373     |
| Fresno de Torote         | 31,59      | 1611     |
| Fuente el Saz de Jarama  | 33,23      | 5789     |
| Meco                     | 35,11      | 11094    |
| Paracuellos de Jarama    | 43,92      | 7586     |
| Pedrezuela               | 28,35      | 2881     |
| Ribatejada               | 31,82      | 504      |
| San Agustín del Guadalix | 38,28      | 8832     |
| Talamanca de Jarama      | 39,36      | 2097     |
| Valdeavero               | 18,79      | 900      |
| Valdeolmos-Alalpardo     | 26,81      | 2389     |
| Valdepiélagos            | 17,59      | 412      |
| Valdetorres de Jarama    | 33,52      | 3280     |